# Fusion Energy Foundation
Фонд Термоядерної енергії (ФЕФ, англ. Fusion Energy Foundation) — американський некомерційний аналітичний центр, співзаснований Ліндоном Ларушем в 1974 році в Нью-Йорку. Центр сприяв будівництву атомних електростанцій, дослідженню в галузі термоядерної енергії та променевої зброї. ФЕФ отримав високу оцінку вчених, таких як Джон Кларк. До 1980 року було засновано понад 80,000 учасників фонду. 
До ФЕФ включені видатні вчені разом з інсайдерами руху Ларуша на керівних посадах. Він опублікував популярний журнал, Фьюжн та інші технічні журнали, а також книги і брошури. Він проводив семінари та його члени свідчили на слуханнях Законодавчих Зборів. Він був відомим за вимаганням підписки на свої журнали в американських аеропортах, де його конфронтаційні методи призвело до конфліктів із зірками та широкою громадською думкою.
ФЕФ була описана багатьма письменниками, як «фронт»  США партії праці та рух Ларуша. До середини 1980-х, ФЕФ звинувачують у шахрайському зборі коштів від імені інших осіб Ларуша. Федеральні прокурори змусили її оголосити про банкрутство у 1986 році, щоб зібрати неповагу до суду, штрафи, рішення, які були пізніше скасовані, коли Федеральний арбітражний суд встановив, що уряд діяв «не сумлінно». Основний персонал були засуджений у 1988 році.

## Персонал
Згідно статті нації, злиття енергетичного Фонду фізики, керівників корпорацій і урядових планувальників на його борту радників, багато хто не знають основного зв'язку в США, лейбористської партії, в той час як рада директорів була наповнена рухом Ларуша і деякими партіями-аутсайдерами. У 1983 доповіді Фонду «Спадщина» зазначив, що фонд коротко завоював довіру шанованих вчених, які зробили свою репутацію, але його попередили, що вони ризикували своєю репутацією.
Ліндон Ларуш був співзасновником і одним з трьох членів Ради директорів фонду. Стівен Бардвэлл, фізик-ядерник, на той час був іншим директором. Виконавчим директором у 1970-х був Морріс Левітт. Майкл Гельбер був Центральною Нью-Йорку регіонального представника. Денніс Спід була регіональним координатором в Бостон, а Харлі Шлангер був координатором у Південного регіонального регіоні. Уве Парпарт Хенке був директором досліджень. Джон Гілбертсон був директором атомного машинобудування. Маршу Фрімен був представником ФЕФ у міжнародный прес-службі.
Ерік Лернер був директором фізики в 1977 році. Інші відомі вчені, які писали на ФЕФ публікації і лекції під її егідою включають Friedwardt Винтерберге, Краффт Арнольд Ehricke, і Вінстон р. Бостік. Мелвін Б. Готтліб отримав нагороду від ФЕФ. Адольфа Буземана також отримала нагороду під час особливої вечері.

## Інформаційно-пропагандистська діяльность

### Ядерна енергії
У 1977 році, виконавчий директор Морріс Левітт стверджував, що ядерний синтез електростанції можуть бути побудовані в 1990 році, коли США витратили на дослідження від 50 до 100 мільярдів доларів. У тому ж році він оголосив, що не було б США у 21 столітті, якщо Президент Джиммі Картер заборонив будівництво реакторів. Керівник термоядерної програми в Аргоннської Національної лабораторії, Чарльз Бейкер, заявив в 1983 році, що у ФЕФ була «завищена» перспектива практичної термоядерної енергії в найближчому майбутньому. «Переважна більшість людей насправді працює в з вірю, що це займе значно більше часу», ніж кілька років, що передбачали у ФЕФ, за даними Baker.
До 1980 року енергетичний Фонд Ф'южн мав тісні контакти з дослідниками ф'южн. Вони стали провідниками інформації між дослідниками, які були закріпленими в секретних дослідженнях. Навіть голова термоядерних досліджень для федерального уряду співпрацювала з фондом. Він отримав високу оцінку вчених, як Джон Кларк, який заявив, що злиття співтовариства повинен йому «борг вдячності». Однак політизації фонду журналів і Ларуша видом надруковані в них відбили вчених, причетних, на думку Зе Нейтіон..
ФЕФ набув розголосу в 1981 році, коли він опублікував книгу, що пояснює, як побудувати водневу бомбу, написану в Університеті Невади, Ріно, професором Фридвардом Винтерберге. Публікація вийшла через два роки у журналі Прогресів, яка намагався друкувати подібну інформацію, але завадила заборона. Уряд відмовився від справи після того, як інформація була опублікована ФЕФ. Автор оригінальної статті пізніше дізнався, що схеми Уве Паперта, опубліковані в 1976 році в Ларуша, містяться дві важливі деталі збройної конструкція.
Колонізація Марса є основною пропозицією Ларуша. Фридвард Вінтерберг розповів, як ракетні двигуни, що включають злиття мікро-вибухів могли забезпечити достатню прискорення, щоб передати великої маси в розумні терміни, а сама концепція була виведена з проекту Дедала.

### Незалежна Комісія з розслідування
У 1979 році в термоядерної енергетиці Фонду була створена Незалежна Комісія з розслідування аварії на три-майл Айленд АЕС. До комісії входили Морріс Левітт, Джон Гілбертсон, Чарльз Bonilia. Комісія встановила, що нещасний випадок повинен був викликати диверсію, тому що ніякого іншого пояснення не було. За словами Галлахер, «нові докази, що диверсія дуже ймовірно, таки сталася». Відповідно Вісник газета Тайтусвилле, штат Пенсільванія, відповідаючи на питання журналістів, для доказу Гілбертсон сказав, що у нього не було.

### Променева зброя
За даними Ф'южн, два члена ФЕФ відправилися в Радянський Союз для участі в конференції на тему «лазерний взаємодії» в грудні 1978 року.
У 1982 і 1983 роках, члени руху Ларуш неодноразово зустрічався з директором оборонних програм Ради національної безпеки, в той час як він розробляв основи програми, яка офіційно називалася стратегічна Оборонна ініціатива" (соі). Полок зрештою, заявили в Раді національної безпеки (РНБ), що Ларуш-це «страшний хлопець». У ФЕФ відбувся семінар на тему променева зброя в жовтні 1983 року, в Дірксена Сенату офісної будівлі. На думку американського фізичного товариства, ФЕФ членів зірвали 1986 році конференції з SDI в який вони не були запрошені, і зупинився лише після того, як пригрозили полційським втручанням.
ФЕФ пролебіювало законодавців і свідків перед Конгресом слухань від імені променевою зброї. Стівен Бардвэлл вийшов зі складу Ради на початку 1984, нібито з грошових питань і переконаннь, що організація втрачає свою незалежність. Сам він дуже дбав про адміністрації Рейгана в цілому, і зокрема, Центральне розвідувальне управління, розвідувальне управління Міністерства оборониі КНБ.

### Інші інформаційно-пропагандистської діяльності
Як і з іншими Ларуша ообами, представникам термоядерної енергії Фонд дав свідчення на ряд слухань конгресу. В додаток до рішення комітетів з енергетичних питань, ФЕФ, у тому числі Ерік Лернер, також свідчив про такі питання, як призначення Сайрус Венс для державного секретаря.
ФЕФ агітував від імені Артур Рудольф, в НАСА п'ядей у чолі, який був змушений покинути США в 1982 році після розслідування його ролі в Миттельверк ракетний завод у нацистській Німеччині.
Психіатр Нед Росінскі говорить як представник ФЕФ на державному законодавчому пускав слух про кримінальної відповідальності за зберігання наркотиків в 1977 році. Він показав, що «марихуана-це є з медичної точки зору небезпечним наркотиком, поки не доведено інше», посилаючись на дослідження, що показують пошкодження мозку і зменшення білих кров'яних клітин, викликаної від звичайного використання конопель.
Під егідою Pakdee Tanapura, багатого Тайського помічника, ФЕФ і ЕІР провели семінар у 1983 році з пропонованої конструкції КРУ канал через Таїланд. їх план виступає використання ядерних вибухів для прискорення робіт. Другий семінар був проведений в 1984 році, і в 1986 році ФЕФ опублікувала доповідь У. Г. фон Папарт про доцільність фінансування проекту.

## Фандрайзинг

### Аеропорти
Прихильники Фонду Fusion стали добре відомі своїми агресивними фандрейзингами в американських аеропортах наприкінці 1970-х і на початку 1980-х років разом з Харе Крішнасом та Муні. Вони створили таблиці для продажу публікацій від FEF та інших організацій LaRouche і демонстрували провокаційно підписані, рукописні плакати. Члени ФЕФ закликали привернути увагу, а іноді звинувачували тих, хто не погодився з ними вважали гомосексуалами. Один письменник назвав їх „самими неприємними групами … аеропортів“. Стаття в The Boston Globe називала їх „диваками в аеропорту“, які вимагали грошей за допомогою плакатів, часто засуджуючих Джейн Фонду ціль руху LaRouche через її підтримку екологічних причин.
У FEF були гасла та бамперові наклейки з такими текстами:
- Промінь Бомби; — Більше ядерних озброєнь, менше дивкаів; — Ядерні установки будуються краще, ніж Джейн Фонда; — Ядерна зброя Джейн Фонда; — Корм Джейн фонда для китів.
У 1981 році брат Фонда, актор Пітер Фонда був розгніваний знаком в аеропорті Денвера Стейплтон, який сказав: „Корм Джейн фонда для китів“. Він вирізав знак своїм кишенним ножем. Члени FEF наклали плату за знищення майна, що змусило Фонда пропустити свій рейс, хоча йому було дозволено виїхати, не розмістивши облігації. Справа була припинена, коли учасники FEF не з'явилися на день суду.
У 1982 році Еллен Каплан, член FEF, що збирає гроші в аеропорті Ньюарк, помітив екс-держсекретаря Генрі Кіссінджера та його дружини Ненсі. Кіссінджер літав у Бостон для операції на серці. Каплан піднявся до Кіссінджера і запитав його, чому він „продовжив війну у В'єтнамі“, а потім „містер Кіссінджер, чи ти спиш з хлопцями в готелі Карлайл?“ На цьому місці Ненсі Кіссінджер підхопив Каплана за горло і запитав: „Ти хочеш отримати по голові?“ Пізніше Каплан пояснив, що вона „давня супротивниця“ Кіссінджера», і що вона «хотіла протистояти людині, наскільки він низький». Вона натискала звинувачення, і Денніс Скотт, координатор FEF, заявив, що зробить Кіссінджера «посміховищем». Муніципальний суддя Ньюарк виправдав пані Кіссінджер, заявивши, що вона виставила «розумну спонтанну, дещо людську реакцію» і що не було нанесено ніякої шкоди.

## Правові проблеми
У 1977 році Фонд Fusion Energy отримав тимчасову заборону, щоб не допустити, щоб Федеральне бюро розслідувань (ФБР) переслідувало його чи втручалося в його діяльність. Заявник стверджував, що директор ФБР Кларенс М. Келлі особисто наказав агентам ФБР порушити конференції FEF та відсторонив вчених від участі. У судову інстанцію також входили генеральний прокурор США Гріффін Белл та секретар енергетики Джеймс Р. Шлессінгер.
У 1986 році судовий суд виніс рішення про припинення виділення коштів у Каліфорнії через скарги. У окремій акції того ж року FEF, поряд з іншими організаціями LaRouche, була названа в судовому процесі звинуваченням у порушенні Закону про федерацію під впливом корумпованих організацій (RICO), який був поданий у Сан-Франциско. За незвичного руху активи ФЕФ та пов'язаних з ним суб'єктів були вилучені до розкриття справи, оскільки адвокат позивача переконав суддю, що об'єкти приховуватимуть свої активи. У 1987 році FEF та п'ять інших організацій LaRouche були заборонені працювати в Вірджинії. У 1988 році FEF був пред'явлений позов у канцелярії Генерального прокурора. Заявник стверджував, що викупив кошти з фондів FEF з Вашингтона, щоб взяти 79-річного жителя Лагуна Хіллз у свою долю, де вони отримали від її фондових сертифікатів на загальну суму 104,452 доларів США, описані її бухгалтером як «заощадження жінки». На їх місце було квитанція, підписана Полем Галлахером, виконавчим директором FEF. Ларуш сказав, що звинувачення є «абсолютно легковажними» та результатом корупції в офісі Генерального прокурора.
Під час проведення федерального розслідування щодо фандрейзингу у 1985 році ФЕФ та інші організації Ларуш отримали виклики, вимагаючи передати документи та забезпечити зберігачем записів для надання свідчень. Вони не здавали документів, а зберігачі записів, які вони відправили, були призначені на наступний день. Коли наказано надати домашню адресу виконавчого директора FEF Gallagher, адреса виявилася вакантною. Через п'ять місяців після того, як слухання суддів були проведені, і після декількох слухань з цього питання окружний суддя США А. Девід Маццоне визнав FEF неповагою до суду і стягнув штраф у розмірі 10 000 доларів на день для виконання судової справи, починаючи з березня 1986 року. Подібні штрафи були розміщених на інших організаціях Ларуш, загальним обсягом 45000 доларів на день. FEF та інші організації LaRouche неодноразово оскаржували штрафи, і їх відмовляли щоразу. Вони подали апеляцію до Верховного суду США, який відмовився переглянути рішення суду нижчого рівня.
У жовтні 1986 р. Сотні федеральних та державних правоохоронних органів провели координований рейд на офіси підприємств Ларуш, у тому числі і ФЕФ, і вилучали документи, які були висунуті у відставку у 1985 р. ФДМ та інші суб'єкти в суді стверджували, що пошук ордера були неналежним чином оформлені, і ці документи були зроблені з порушенням їх Четвертої зміни. Апеляційний суд відхилив свою апеляцію.
Шість місяців потому, у квітні 1987 року, федеральні прокурори отримали незвичайну процедуру недобровольного банкрутства проти FEF та інших груп, щоб вирішити неповагу до судових штрафів, які зросли до 21,4 мільйонів доларів. Уряд стверджував, що групи LaRouche продавали нерухомість, щоб приховати готівку. Петиція була надана суддею Мартіном В. Б. Bostetter та федеральний уряд захопили майно FEF та інших груп. Як повідомляється, вони лише відновили активів у розмірі 86 000 доларів США. У жовтні 1989 року суддя Бостетер, який відхилив його, подав скаргу на банкрутство ФЕФ, фактично скасувавши його рішення у квітні 1987 року. Він зазначив, що два суб'єкти, включаючи FEF, були некомерційними фондів-ресайдерами і, таким чином, не підлягали примусовому банкрутству. Він встановив, що дії та представлення уряду щодо отримання банкрутства призвели до того, що суд вводить в оману щодо статусу організації.
Члени наукової та співавторської спільноти відзначили закриття публікацій FEF. Повна сторінка про рекламу протестуючих проти закриття, опублікована в IEEE Spectrum, була підписана людьми, пов'язаними з полями Fusion та SDI, у тому числі 22 працівниками Національної лабораторії Lawrence Livermore.

## Публікації

### Міжнародний журнал Fusion Energy
Міжнародний журнал Fusion Energy був періодично виданий з березня 1977 року по жовтень 1985 року, видаючи принаймні 11 випусків. Деякий час Роберт Джеймс Мун виступав як головний редактор.

### Fusion Magazine
Головний редактор — Морріс Левітт був у 1979 році, але до середини 1980-х робота була перейнята Стівеном Бардувелем, а до 1986 року — Керол Уайт. Марджорі Мазель Хехт був керуючим редактором. До 1980 р. Воно вимагало 80 000 користувачів.

### 21 століття науки і техніки
Наука і технологія 21 століття — щоквартальний журнал, створений у 1988 році після того, як федеральний уряд закрив свого попередника Fusion Magazine (1977—1987). Він має той самий редактор і матеріал, що і Fusion. Останнє друковане видання журналу — це зимовий випуск 2005—2006 років. Подальші випуски доступні тільки в електронному форматі PDF. Журнал присвячено різноманітним питанням, включаючи критику претензій на антропогенне глобальне потепління, пропаганду використання ДДТ та підтримку альтернативи стандартній теорії атомів на основі моделі «Місяця» Роберта Джеймса Муна. Серед відомих письменників — Джордж Гордон Едвардс, Збігнєв Яворовський та Пол Мармет. Згідно з наукою та іншими джерелами, вона опублікована прихильниками Ліндона Ларуша.

### Відомі книги та брошури
- Фізичні принципи термоядерних вибухових пристроїв Фрідвардт Вінтерберг, 1981
- Rogelio Maduro; Ralf Schauerhammer The Holes in the Ozone Scare (2nd Edition) The Scientific Evidence That the Sky Isn't Falling. — Washington, D.C. : 21st Century Science Associates, 1992. — 356. — ISBN 978-0-9628134-0-5, ISBN 0-9628134-0-0